# Arctocephalus gazella
L'otaria orsina antartica (Arctocephalus gazella) è una delle sette otarie del genere Arctocephalus. Come suggerisce il nome, è diffusa nelle acque antartiche. Circa il 95% dell'intera popolazione si riproduce in Georgia Australe. Viene chiamata così in onore del vascello tedesco SMS Gazelle che raccolse il primo esemplare presso le isole Kerguelen. Per questo motivo è nota anche come otaria orsina delle Kerguelen.

## Descrizione

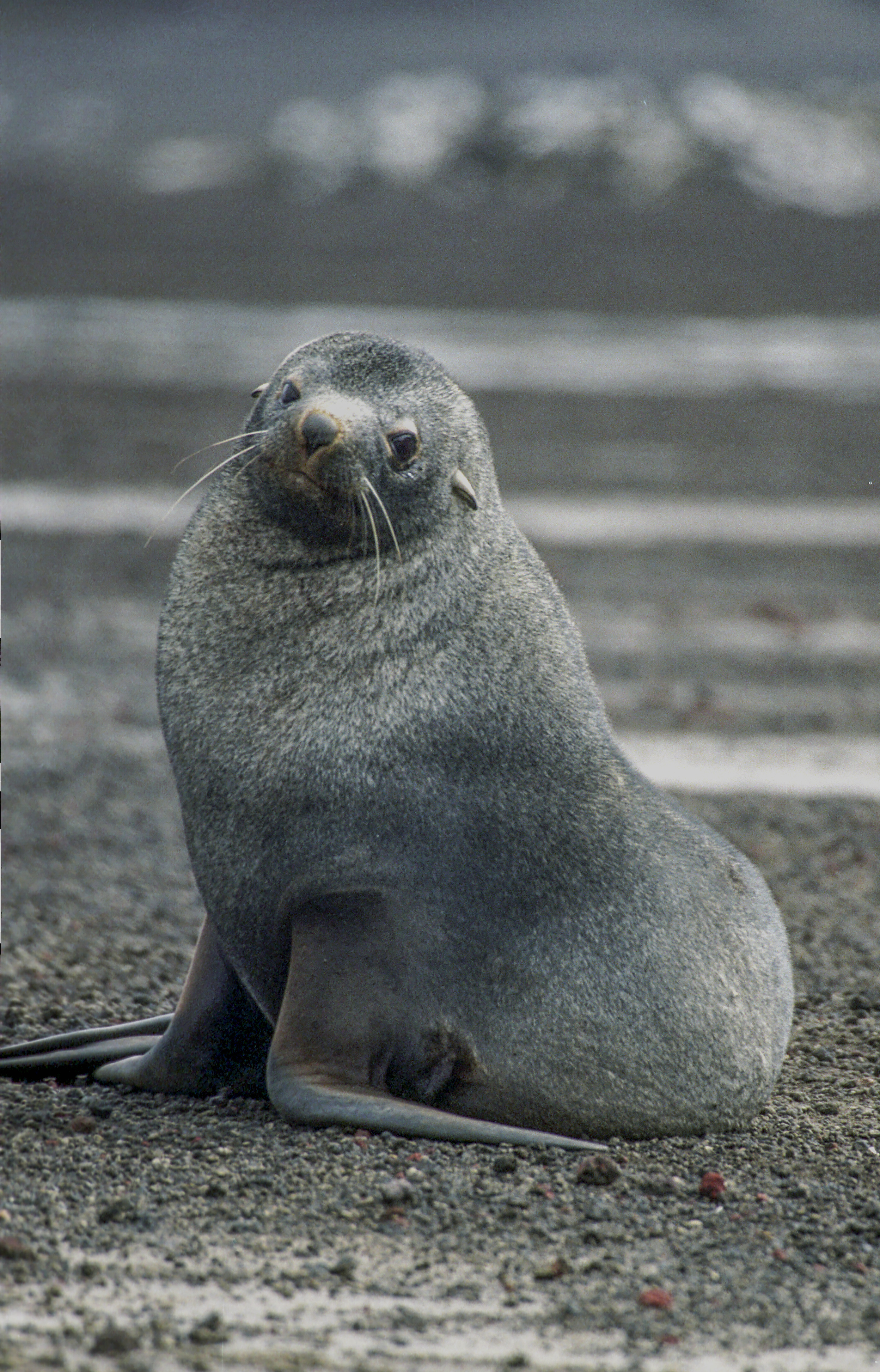
Otaria orsina sull'isola di Deception.

Rispetto agli altri membri della famiglia, questa otaria orsina ha il muso corto e largo. I maschi adulti sono di colore marrone scuro. Le femmine e i giovani tendono ad essere grigi, con le regioni inferiori più chiare. La colorazione è molto variabile e alcuni scienziati ritengono che talvolta siano avvenute ibridazioni con otarie orsine subantartiche. I cuccioli, quasi neri alla nascita, sono marroni scuri. Circa un esemplare ogni 1000 è di una variante «biondo» pallido.
I maschi sono molto più grandi delle femmine: misurano 2 m di lunghezza e pesano tra i 91 ed i 209 kg. Vivono circa 15 anni, ma le femmine possono raggiungere i 25.
Quando si alimentano e migrano, questi animali sembra che agiscano individualmente. I maschi sono poligami - un maschio robusto può accoppiarsi, in una singola stagione, con più di una dozzina di femmine. Nei siti di riproduzione, i territori vengono stabiliti tra ottobre e i primi di novembre, quando i maschi, dal pungente odore di muffa, sono estremamente protettivi nei confronti dei loro harem. La gestazione dura poco più di un anno e le femmine partoriscono in novembre o in dicembre. I cuccioli sono svezzati all'età di circa un mese. I giovani possono trascorrere in acqua diversi anni prima di ritornare sulla spiaggia ed iniziare il loro ciclo riproduttivo.
Il loro nutrimento usuale è il krill, ed ogni esemplare di queste otarie ne consuma circa una tonnellata ogni anno. A causa delle enormi dimensioni della popolazione di questa specie, il cibo di questi animali costituisce una parte significativa dei banchi di krill della Georgia Australe.
Il loro principale (e unico) predatore naturale è l'orca.

## Distribuzione e habitat

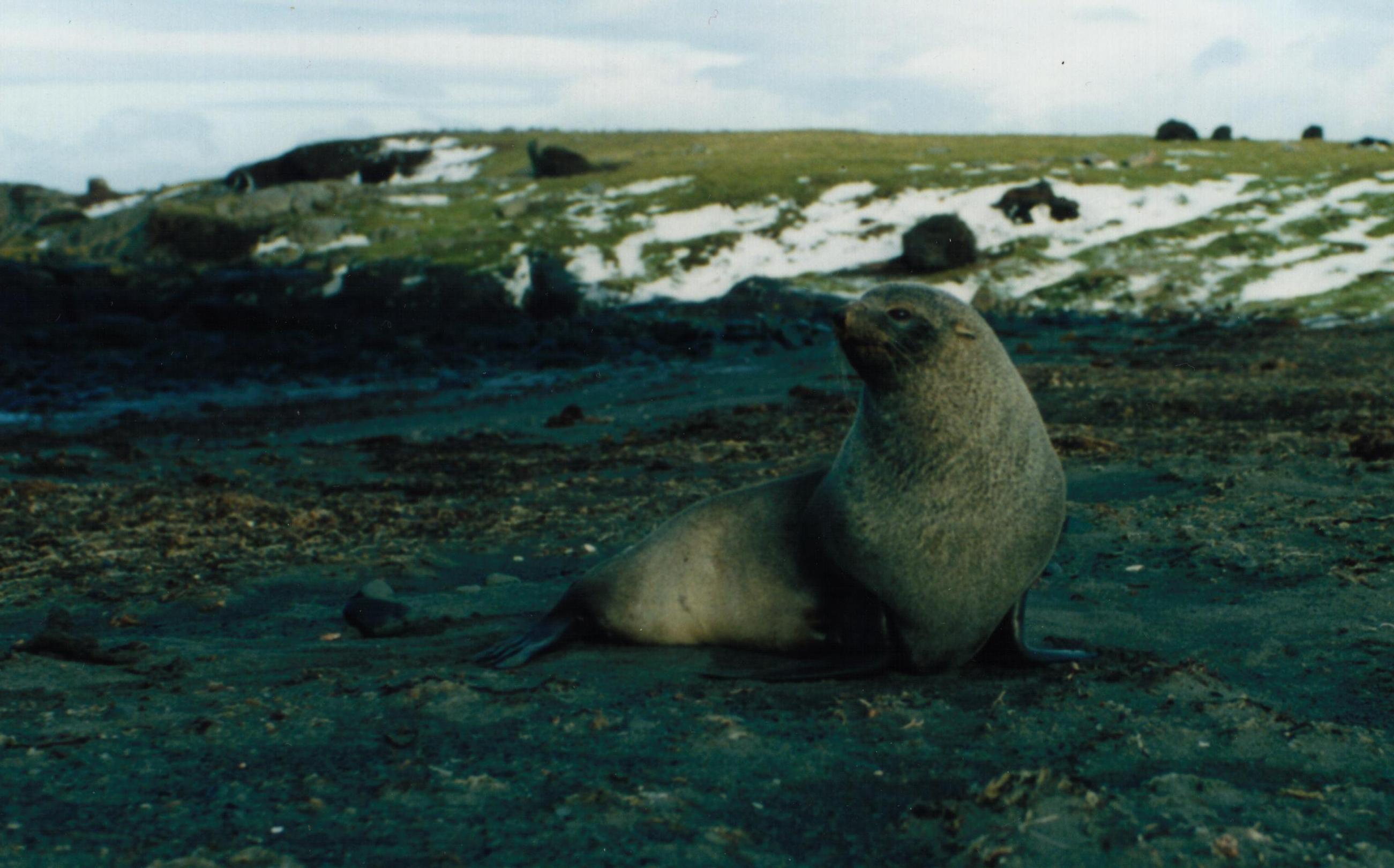
Un maschio di otaria orsina antartica sulle isole Kerguelen.

L'otaria orsina antartica si riproduce in estate sulle isole che vanno dalla Georgia Australe (a 70° O) alle isole Kerguelen (a 80° E). Inoltre, vi è un gruppo riproduttivo anche a sud della Nuova Zelanda, sull'isola di Macquarie, a 165° E. Tutte queste isole sono situate tra i 45° e i 60° S. L'areale invernale di questo animale non è noto, ma si ritiene che trascorrano quasi certamente i lunghi e bui mesi freddi nelle acque nei pressi dei ghiacci antartici.
Nel 2007 è stato iniziato un censimento di questi animali che si protrarrà per tutto il 2008; quindi, in attesa di risultati certi, si possono fare sono stime approssimate del loro numero. Si ritiene che in Georgia Australe se ne riproducano tra i due e i quattro milioni e che sull'isola di Heard ve ne siano 15.000. La concentrazione della Georgia Australe è la più fitta aggregazione di mammiferi marini del mondo. Alcuni ritengono che la causa di questo affollamento sia da ricercarsi nella quasi totale estinzione delle balene ad opera dei balenieri del XX secolo, la quale ha portato ad un enorme aumento di krill. Sulle altre isole dei mari antartici si ritiene che vi siano da poche centinaia a molte migliaia di esemplari.

## Interazioni con l'uomo

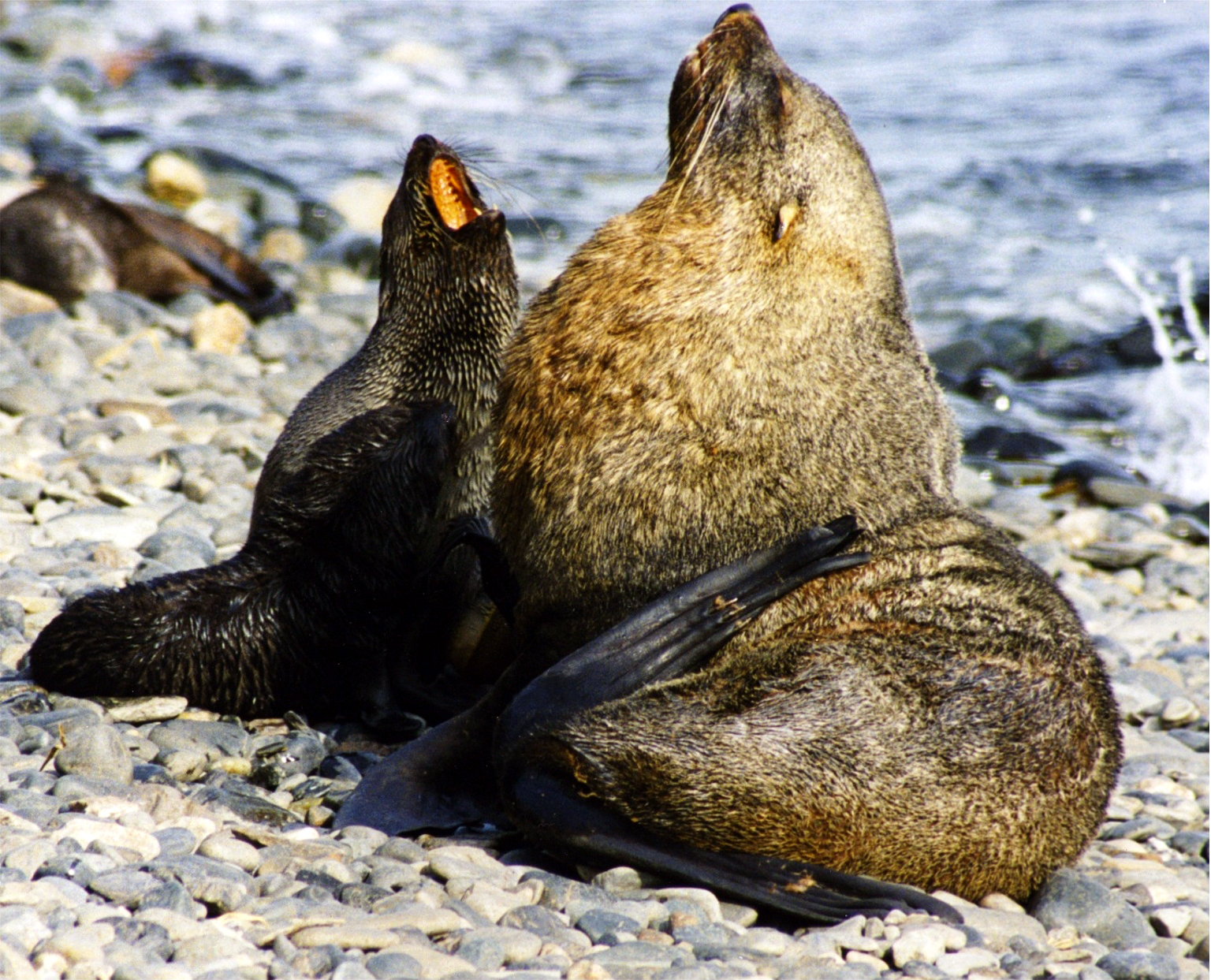

Per le sue pelli, l'otaria orsina antartica venne cacciata in gran numero dai cacciatori di foche degli Stati Uniti e del Regno Unito nel corso del XVIII e XIX secolo. Agli inizi del ventesimo secolo questa otaria venne ritenuta estinta da un punto di vista commerciale, se non estinta del tutto. Infatti, ne rimaneva solamente una piccola colonia sull'isola di Bird, in Georgia Australe. Questa colonia si è espansa rapidamente nel corso di un secolo, e si ritiene che le popolazioni presenti attualmente su altre isole antartiche derivino anch'esse da quest'unica colonia.
Questa specie è tuttora sotto la protezione dei governi australiano e sudafricano (a cui appartengono una parte delle acque abitate dall'otaria) e, a sud dei 60° S, della Convenzione per la Conservazione delle Foche Antartiche. Viene classificata anche nell'Appendice II della CITES. Comunque, alcuni Stati interessati all'Antartide, ad esempio il Regno Unito, ritengono che il numero di questi animali debba essere ridotto per evitare che causino danni alla vulnerabile vegetazione antartica.